# Červenka (nádraží)
Červenka je železniční stanice, která se nachází na adrese Nádražní 372 ve stejnojmenné obci v okrese Olomouc. Leží v km 65,783 na trati Česká Třebová – Přerov, ze které ve stanici odbočuje trať do Senice na Hané.

## Historie
Nádraží vzniklo na nově budované trati Olomoucko-pražské dráhy společnosti Severní státní dráha z Olomouce do Prahy v letech 1843–1845. Slavnostní vlak tudy projel 20. srpna 1845 za osobního řízení inženýra Jana Pernera, který trať navrhl. Nádraží tehdy neslo název Littau – Litovel. V roce 1855 získala trať Rakouská společnost státní dráhy (StEG). V roce 1886 byla vybudována trať Červenka – Litovel a nádraží v obci dostalo název Schwarzbach a od roku 1918 svůj název Červenka. V roce 1927 bylo ukončeno zdvoukolejnění úseku Zábřeh na Moravě – Olomouc hlavní nádraží. Roku 1959 byla trať procházející stanicí elektrizována soustavou 3 kV stejnosměrného proudu. V roce 1984 byla dokončena přestavba železniční stanice Červenka, při které byla postavená nová nádražní budova.

## Modernizace
Stanicí prochází III. železniční koridor. V letech 2005 až 2008 probíhala modernizace úseku Zábřeh na Moravě – Červenka. Rekonstrukcí prošlo i nádraží v Července, při které byla opravena nádražní budova, položeny nové koleje a rychlost navýšena na 160 km/h, vybudován podchod mezi nástupišti a další jiné úpravy. Stanice je vybavena elektronickým stavědlem ESA 11, které je dálkově řízeno z centrálního dispečerského pracoviště Přerov.

## Popis stanice

### Vybavení stanice
V budově je umístěna čekárna, výdejna jízdenek a WC. Je zde 5 nástupišť – 1 vnější u staniční budovy, 3 jednostranná a 1 ostrovní propojené podchodem se staniční budovou. Pro informace o vlakových spojení ve stanici funguje rozhlas a elektronické tabule na nástupištích a v čekárně. Je zde také místnost určená pro úschovu kola, která se již ale nezamyká. Do všech prostor nádraží je umožněn bezbariérový přístup.

### Výpravní budova
V úseku Olomouc – Česká Třebová byla železniční stanice Červenka zařazena do IV. třídy. Její vybavení se skládalo z výpravní budovy, skladů a vodárny.
Výpravní budova byla navržena Antonem Jünglingem jako stavba se středním patrovým tříosým traktem na čtvercovém půdorysu, k němuž byla po stranách přistavěna krátká přízemní křídla. Střední část byla kryta stanovou střechou, křídla měla střechy valbové. Empírové fasády s do líce vsazenými okny byly členěny hladkými omítanými plochami s pásovou rustikou se širokými pásy. Úzké šambrány s jemnou profilací rámovaly obdélná okna. Později byla vnitřní dispozice upravena, kdy byly zvětšeny kanceláře a čekárna.
Po převzetí dráhy StEG byla výpravna v roce 1875 přestavěna do podoby odpovídající Schumannovým výpravním budovám třídy III.B. Návrh vypracoval inženýr Jan Částka z oddělení pozemních staveb ředitelství pro udržování dráhy. Budova s dvouosými patrovými křídly přistavěnými ke středovému trojosému rizalitu byla krytá sedlovou střechou. Členění bylo v podobě tenkých průběžných a parapetních říms. Ve štítech byla dvojice malých okének.
V roce 1974 byla zahájena rozsáhlá přestavba železniční stanice, která byla provedena ve čtyřech etapách a při které byla stávající výpravní budova snesena. Nejdříve byly vybudovány provozní místnosti a sociální zařízení. Výstavba tohoto objektu byla ukončena 1. prosince 1977. Následně byla vybudována dopravní část, její ukončení bylo 15. prosince 1980 a následovala třetí etapa, která byla ukončena 20. prosince 1982. V této etapě byla postavena jednopatrová výpravní budova podle projektu Eduarda Daňka z Projekční kanceláře dráhy v Olomouci. V přízemí byla odjezdová hala s vestibulem, čekárnou a bufetem. V patře byly umístěny šatny a nocležny. Výstavba nádraží byla ukončena 12. prosince 1984 výstavbou nástupištního přístřešku.

### Vodárna
Vodárna, která byla postavena přes koleje naproti výpravní budově, měla středový trakt skoro čtvercového půdorysu se dvěma bočními křídly se třemi okenními osami a valbovou střechou. V každém křídle byl byt pro strážníka trati, do kterého se vstupovalo do kuchyně a z ní do kabinetu a dále do pokoje. V jednoosé patrové střední části byl v přízemí kotel s čerpadlem. Na valené klenbě stropu byla posazena čtyřhranná nýtovaná nádrž o objemu 14 m³. Střední trakt měl nízkou stanovou střechu. V roce 1886 byla ve stanici postavena malá hrázděná jednokolejná lokomotivní remíza, která byla v roce 1910 v souvislost s provozem trati z Červenky do Litovle nahrazena u českotřebovského zhlaví jednokolejnou zděnou výtopnu s vodárnou.

### Klášter
V roce 1847 nechal velmistr řádu německých rytířů arcivévoda Maxmilián Josef Rakouský-Este postavit v těsné blízkosti nádraží empírový zámeček, který mu sloužil jako čekárna při jeho cestách na řádové hrady Bouzov, Sovinec nebo na bruntálské panství. V roce 1859, po výstavbě železnice z Olomouce do Bruntálu, jej daroval řádu redemptoristů, kteří jej přestavěli na klášter. V roce 1862 byla dokončena přístavba kostela zasvěceného svatému Alfonsovi. V roce 1950 byl klášter zrušen a řeholníci byli vystěhováni. Od roku 1959 slouží jako dům pro seniory.